# ISON Airbike

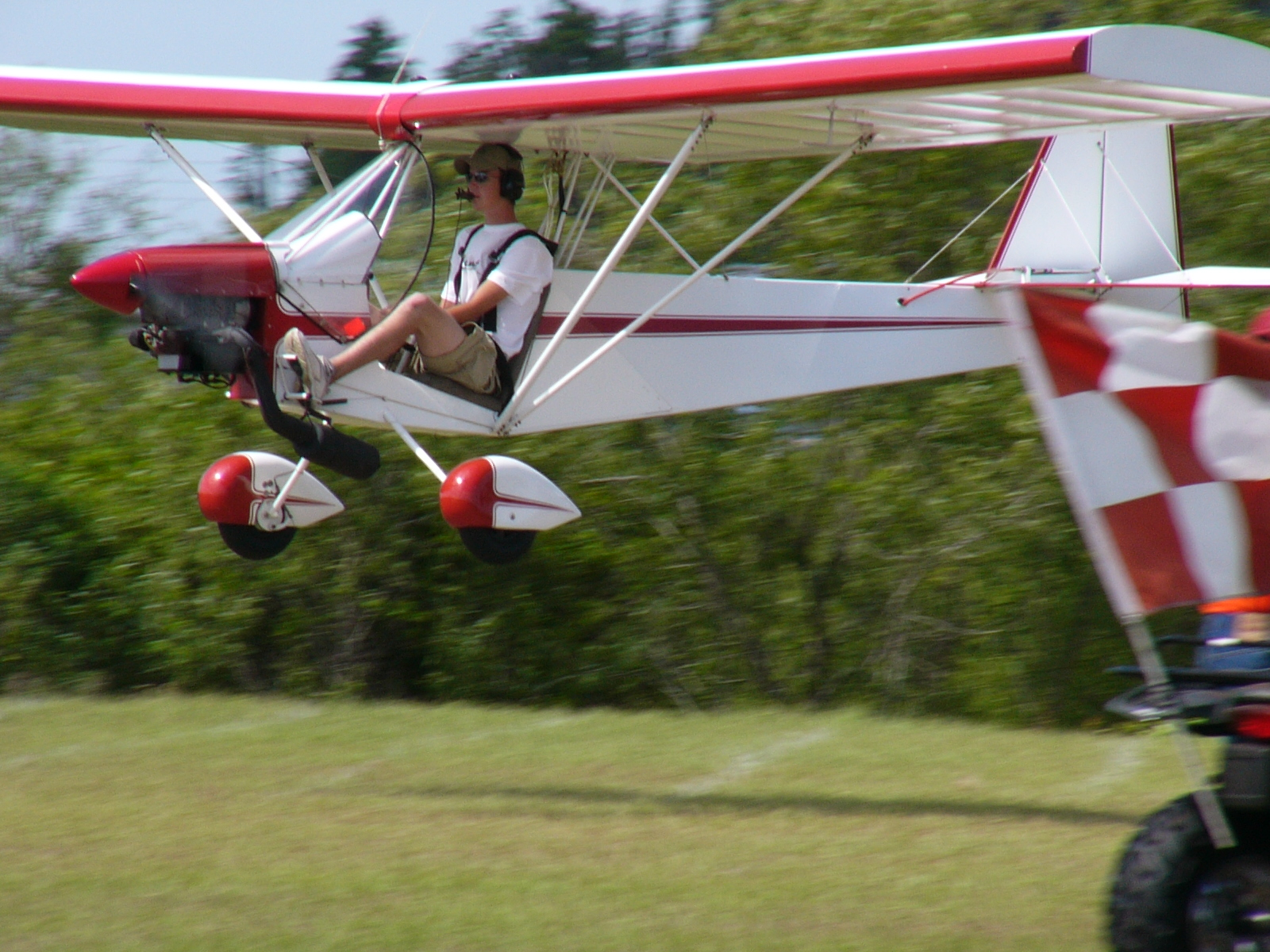
Um ISON Airbike.

ISON Airbike e Tandem Airbike são uma família de pequenas aeronaves de fabrico norte-americano, disponíveis para venda a particulares na forma de kit. O monolugar Airbike foi introduzido em 1994 e o bilugar Tandem Airbike em 1996.